# Імпузамугамбі
Імпузамугамбі (з руандійської - "ті, хто має спільну мету") одне з ополчень народності хуту під час геноциду у Руанді 1994 року. Засноване 1992 року як молодіжние крило політичної партії "Коаліція на захист Республіки" (фр. Coalition pour la Défense de la République, CDR), яка підтримувала режим президента Жувеналя Габ'ярімани.
Разом з іншим ополченням, Інтерахамве, ополчення Імпузамугамбі несе відповідальність за численні злочини проти людяності, що були скоєні у 1994 році у Руанді. Члени Імпузамугамбі навчалися солдатами Президентської гвардії Жувеналя Габ'ярімани і військовослужбовцями Збройних Сил Руанди. Один з лідерів Імпузамугамбі, Хассан Нгезе, був редактором газети "Кангура" і відомим агітатором екстремістських ідей хуту.
Після початку геноциду Інтерахамве і Імпузамугамбі багато в чому злилися організаційно і кооперувалися у збройних акціях проти мирного населення тутсі, зберігаючи відмінності лиш у формі одягу.
Після перемоги Руандійського патріотичного фронту у липні 1994 року групи Імпузамугамбі полишили Руанду і втекли в Заїр. Лідери Імпузамугамбі Хассан Нгезе і Жан-Боско Бараягвіза, були засуджені Міжнародним трибуналом щодо Руанди в 2003 році за організацію і підбурювання до геноциду і злочини проти людяності.